# Señora (telenovela)
Señora é uma telenovela mexicana produzida por Alejandra Hernández e Humberto Zurita e  exibida pela Azteca em 1998. 
Foi protagonizada por Julieta Egurrola e Fernando Ciangherotti com antagonização de Aylín Mújica.

## Sinopse
Dolores é uma mulher simples que estava na cadeia, é violada pelo cacique de seu povo, Julio Valencia. Com isso ela fica grávida e ao nascer sua filha, Dolores pensa que ela nasceu morta, mas a menina é roubada e criada por duas mulheres e é chamada de Isabel. Pouco depois, Dolores se vai do povo depois do ocorrido, não sem antes sem se vingar, prendendo fogo a Julio, que se encontrava em um graneiro. Desde esse momento, ela decide desprezar os homens e sente una sede infinita de vingança.
Passam-se os anos e Isabel se converte em uma grande mulher, además de que conoce su pasado, fazendo que tenha dois objetivos na vida; conhecer a sua verdadeira mãe e vingar-se por prendê-la por algo que no cometeu. Dolores, se cambia el nombre a Victoria Santacruz, esto para olvidar lo ocorrido hace años, además de convertirse en una dama cruel y frívola que solo busca el prazer e bem estar proprio. Ésta se caso con Omar, esto solo con a finalidade de incrementar seu status social, além de manipular a las dos hijas de su esposo a su antojo y semejanza, pero todo isso muda até conhecer a Sergio, um homem que le cambia la vida radicalmente.

## Elenco
- Julieta Egurrola - Dolores/Victoria Santacruz
- Fernando Ciangherotti - Sergio Blanca
- Aylín Mujica - Isabel Fernández
- Héctor Bonilla - Omar Cervantes
- Javier Gómez - Eduardo Covarrubias
- Ximena Rubio - Ariadna Cervantes
- José Luis Franco - Kennedy
- Roberto Montiel - Julio Valencia
- Alejandra Simancas - Fabiola
- María Cristina Michaus - Leticia
- Joanydka Mariel - Esther
- Déborah Ríos - Bárbara
- Omar Germenos - Javier
- Milton Cortés - Edgar
- Alicia Bonet - Susana
- Alicia Laguna - Guillermina
- Ana Claudia Talancón - Lorena
- Armando de Pascual - Gonzálo Blanca
- Alejandra Lazcano - Fabiola Blanca
- Maria Colla - Deborah Bracamontes
- Adriana Parra - Magdalena González
- Juan Gallardo - Roberto
- Vanessa Acosta - Dolores (jovem)
- Eva Prado - Enedina
- Monica Franco - Barbara